# Gran Premio de Macao de 2017
La 64.ª edición del Gran Premio de Macao (formalmente 64th Suncity Grupo Macau Grand Prix) se celebró los días 16, 17, 18 y 19 de noviembre de 2017. Se disputaron las carreras de Fórmula 3 (FIA F3 World Cup), GT (FIA GT World Cup), WTCC (que vuelve tras una ausencia de 3 años), Motociclismo, CTM Macau Touring Car Cup y Chinese Racing Cup. Dentro de la misma, se destacan el accidente de Sérgio Sette Câmara y Fernando Zvonimir de Habsburgo-Lorena en la última curva de la última vuelta de la carrera de F3 cuando lideraban, la gran montonera que se produjo en la carrera calificatoria de GT con 16 de 20 coches implicados, causada por Daniel Juncadella, y el accidente mortal sufrido por Daniel Hegarty en la sexta vuelta de la carrera del GP de Motociclismo.

## Participantes

### Fórmula 3
| Escudería                          | N.º | Piloto              | Motor      | Serie principal                   |
| ---------------------------------- | --- | ------------------- | ---------- | --------------------------------- |
| Carlin                             | 1   | Lando Norris        | Volkswagen | FIA Fórmula 3 Europea             |
| Carlin                             | 2   | Jehan Daruvala      | Volkswagen | FIA Fórmula 3 Europea             |
| Carlin                             | 3   | Ferdinand Habsburg  | Volkswagen | FIA Fórmula 3 Europea             |
| Carlin                             | 5   | Sacha Fenestraz     | Volkswagen | Eurocopa de Fórmula Renault 2.0   |
| Carlin                             | 6   | Devlin DeFrancesco  | Volkswagen | Euroformula Open                  |
| SJM Theodore Racing by Prema       | 7   | Callum Ilott        | Mercedes   | FIA Fórmula 3 Europea             |
| SJM Theodore Racing by Prema       | 8   | Guanyu Zhou         | Mercedes   | FIA Fórmula 3 Europea             |
| SJM Theodore Racing by Prema       | 9   | Maximilian Günther  | Mercedes   | FIA Fórmula 3 Europea             |
| SJM Theodore Racing by Prema       | 10  | Mick Schumacher     | Mercedes   | FIA Fórmula 3 Europea             |
| Team TOM'S                         | 11  | Sho Tsuboi          | Toyota     | All-Japan Fórmula 3               |
| Team TOM'S                         | 12  | Ritomo Miyata       | Toyota     | All-Japan Fórmula 3               |
| Motopark with VEB                  | 15  | Joel Eriksson       | Volkswagen | FIA Fórmula 3 Europea             |
| Motopark with VEB                  | 16  | Tadasuke Makino     | Volkswagen | FIA Fórmula 3 Europea             |
| Motopark with VEB                  | 17  | Marino Sato         | Volkswagen | FIA Fórmula 3 Europea             |
| Motopark with VEB                  | 18  | Dan Ticktum         | Volkswagen | Eurocopa de Fórmula Renault 2.0   |
| Motopark with VEB                  | 19  | Sérgio Sette Câmara | Volkswagen | Campeonato de Fórmula 2 de la FIA |
| ThreeBond Racing with Dorago Corse | 20  | Álex Palou          | Tomei      | All-Japan Fórmula 3               |
| B-Max Racing Team                  | 21  | Kenta Yamashita     | Volkswagen | All-Japan Fórmula 3               |
| B-Max Racing Team                  | 22  | Yuhi Sekiguchi      | Volkswagen | Super Fórmula Japonesa            |
| B-Max Racing Team                  | 23  | "Dragon"            | Volkswagen | All-Japan Fórmula 3               |
| Van Amersfoort Racing              | 25  | Ralf Aron           | Mercedes   | FIA Fórmula 3 Europea             |
| Van Amersfoort Racing              | 26  | Pedro Piquet        | Mercedes   | FIA Fórmula 3 Europea             |

1. ↑  Canadiense con licencia británica.
2. ↑  Japonés con licencia de San Marino.
3. ↑  Español con licencia japonesa.

### Copa Mundial FIA GT
| Escudería                         | Coche                   | N.º | Piloto               | Clase | Categoría principal                                                      |
| --------------------------------- | ----------------------- | --- | -------------------- | ----- | ------------------------------------------------------------------------ |
| Audi Sport Team WRT               | Audi R8 LMS             | 1   | Robin Frijns         | P     | Blancpain GT Series, Fórmula E, VLN                                      |
| Audi Sport Team WRT               | Audi R8 LMS             | 2   | Nico Müller          | P     | Blancpain GT Series, Deutsche Tourenwagen Masters                        |
| FFF Racing Team by ACM            | Lamborghini Huracán GT3 | 5   | Mirko Bortolotti     | P     | ADAC GT Masters, Blancpain GT Series                                     |
| HubAuto Racing                    | Porsche 911 GT3 R       | 7   | Romain Dumas         | P     | FIA R-GT Cup, VLN                                                        |
| HubAuto Racing                    | Porsche 911 GT3 R       | 77  | Hiroki Yoshimoto     | G     | Super GT                                                                 |
| HCB-Rutronik-Racing               | Audi R8 LMS             | 11  | Lucas di Grassi      | P     | Fórmula E                                                                |
| HCB-Rutronik-Racing               | Audi R8 LMS             | 12  | Fabian Plentz        | S     | DMV Gran Turismo Touring Car Cup                                         |
| BMW Team Schnitzer                | BMW M6 GT3              | 18  | Augusto Farfus       | P     | Deutsche Tourenwagen Masters                                             |
| Aust Motorsport                   | Audi R8 LMS             | 27  | Markus Pommer        | S     | ADAC GT Masters                                                          |
| Mercedes-AMG Team Driving Academy | Mercedes-AMG GT3        | 48  | Edoardo Mortara      | P     | Blancpain GT Series, Deutsche Tourenwagen Masters, VLN                   |
| Mercedes-AMG Team Driving Academy | Mercedes-AMG GT3        | 50  | Daniel Juncadella    | P     | Blancpain GT Series, VLN                                                 |
| Scuderia Corsa                    | Ferrari 488 GT3         | 63  | Felix Rosenqvist     | P     | Fórmula E, Super Formula                                                 |
| Honda Racing                      | Honda NSX GT3           | 84  | Renger van der Zande | P     | ADAC GT Masters, Blancpain GT Series, WeatherTech SportsCar Championship |
| FIST Team AAI                     | BMW M6 GT3              | 90  | Chaz Mostert         | G     | Supercars Championship                                                   |
| FIST Team AAI                     | BMW M6 GT3              | 91  | Marco Wittmann       | P     | Deutsche Tourenwagen Masters                                             |
| Rowe Racing                       | BMW M6 GT3              | 99  | Tom Blomqvist        | P     | Blancpain GT Series, Deutsche Tourenwagen Masters                        |
| Mercedes-AMG Team GruppeM Racing  | Mercedes-AMG GT3        | 888 | Raffaele Marciello   | P     | Blancpain GT Series                                                      |
| Mercedes-AMG Team GruppeM Racing  | Mercedes-AMG GT3        | 999 | Maro Engel           | P     | Blancpain GT Series, Formula E, VLN                                      |
| Craft-Bamboo Racing               | Porsche 911 GT3 R       | 911 | Laurens Vanthoor     | P     | WeatherTech SportsCar Championship                                       |
| Craft-Bamboo Racing               | Porsche 911 GT3 R       | 991 | Darryl O'Young       | G     | Blancpain GT Series Asia, China Touring Car Championship                 |

| Icono | Clase   |
| ----- | ------- |
| P     | Platino |
| G     | Oro     |
| S     | Plata   |

### WTCC
| Escudería                       | Coche                   | N.º | Pilotos           |
| ------------------------------- | ----------------------- | --- | ----------------- |
| Honda Racing Team JAS           | Honda Civic WTCC        | 5   | Norbert Michelisz |
| Honda Racing Team JAS           | Honda Civic WTCC        | 18  | Tiago Monteiro    |
| Honda Racing Team JAS           | Honda Civic WTCC        | 34  | Ryo Michigami     |
| Honda Racing Team JAS           | Honda Civic WTCC        | 86  | Esteban Guerrieri |
| Polestar Cyan Racing            | Volvo S60 Polestar TC1  | 61  | Néstor Girolami   |
| Polestar Cyan Racing            | Volvo S60 Polestar TC1  | 62  | Thed Björk        |
| Polestar Cyan Racing            | Volvo S60 Polestar TC1  | 63  | Nick Catsburg     |
| Sébastien Loeb Racing           | Citroën C-Elysée WTCC   | 3   | Tom Chilton       |
| Sébastien Loeb Racing           | Citroën C-Elysée WTCC   | 25  | Mehdi Bennani     |
| Sébastien Loeb Racing           | Citroën C-Elysée WTCC   | 27  | John Filippi      |
| Sébastien Loeb Racing           | Citroën C-Elysée WTCC   | 30  | Ma Qing Hua       |
| RC Motorsport                   | Lada Vesta WTCC         | 4   | Mak Ka Lok        |
| RC Motorsport                   | Lada Vesta WTCC         | 24  | Kevin Gleason     |
| RC Motorsport                   | Lada Vesta WTCC         | 68  | Yann Ehrlacher    |
| Zengő Motorsport                | Honda Civic WTCC        | 66  | Zsolt Szabó       |
| Zengő Motorsport                | Honda Civic WTCC        | 99  | Dániel Nagy       |
| Campos Racing                   | Chevrolet RML Cruze TC1 | 44  | Wong Po Wah       |
| Campos Racing                   | Chevrolet RML Cruze TC1 | 88  | Chan Kin Pong     |
| ALL-INKL.COM Münnich Motorsport | Citroën C-Elysée WTCC   | 12  | Robert Huff       |

## Vencedores

### Fórmula 3
Calificación
| Piloto        | Escudería         | Tiempo   |
| ------------- | ----------------- | -------- |
| Joel Eriksson | Motopark with VEB | 2:10.720 |

| Resultados | Piloto              | Escudería                    | Tiempo    |
| ---------- | ------------------- | ---------------------------- | --------- |
| 1º         | Callum Ilott        | SJM Theodore Racing by Prema | 22:18.077 |
| 2º         | Joel Eriksson       | Motopark with VEB            | +7.957    |
| 3º         | Sérgio Sette Câmara | Motopark with VEB            | +8.643    |
| V. rápida  | Daniel Ticktum      | Motopark with VEB            | 2:12.281  |

| Resultados | Piloto          | Escudería                    | Tiempo    |
| ---------- | --------------- | ---------------------------- | --------- |
| 1º         | Daniel Ticktum  | Motopark with VEB            | 39:56.648 |
| 2º         | Lando Norris    | Carlin                       | +0.568    |
| 3º         | Ralf Aron       | Van Amersfoort Racing        | +1.763    |
| V. rápida  | Mick Schumacher | SJM Theodore Racing by Prema | 2:12.651  |

### GP de Motociclismo
| Datos     | Piloto         | Moto          | Tiempo    |
| --------- | -------------- | ------------- | --------- |
| Pole      | Glenn Irwin    | Ducati 1199RS | 2:23.081  |
|           |                |               |           |
| 1º        | Glenn Irwin    | Ducati 1199RS | 12:10.594 |
| 2º        | Peter Hickman  | BMW S1000 RR  | +1.312    |
| 3º        | Michael Rutter | BMW S1000 RR  | +8.676    |
|           |                |               |           |
| V. rápida | Glenn Irwin    | Ducati 1199RS | 2:24.094  |

### WTCC
Calificación
| Piloto      | Escudería          | Tiempo Q1 | Tiempo Q2 | Tiempo Q3 |
| ----------- | ------------------ | --------- | --------- | --------- |
| Robert Huff | Munnich Motorsport | 2:25.501  | 2:24.373  | 2:23.995  |

| Resultados | Piloto        | Escudería             | Tiempo    |
| ---------- | ------------- | --------------------- | --------- |
| 1º         | Mehdi Bennani | Sebastien Loeb Racing | 12:26.832 |
| 2º         | Tom Coronel   | ROAL Motorsport       | +1.952    |
| 3º         | Ryo Michigami | Honda Racing Team JAS | +3.265    |
| V. rápida  | Robert Huff   | Munnich Motorsport    | 2:26.469  |

| Resultados | Piloto            | Escudería              | Tiempo    |
| ---------- | ----------------- | ---------------------- | --------- |
| 1º         | Robert Huff       | Munnich Motorsport     | 38:15.740 |
| 2º         | Norbert Michelisz | Castrol Honda WTC Team | +8.142    |
| 3º         | Tom Chilton       | Sebastien Loeb Racing  | +8.684    |
| V. rápida  | Ma Qing Hua       | Sebastien Loeb Racing  | 2:47.045  |

### FIA GT World Cup
Calificación
| Piloto          | Coche            | Tiempo   |
| --------------- | ---------------- | -------- |
| Edoardo Mortara | Mercedes-AMG GT3 | 2:17.565 |

| Datos     | Piloto             | Coche            | Tiempo     |
| --------- | ------------------ | ---------------- | ---------- |
| 1º        | Edoardo Mortara    | Mercedes-AMG GT3 | 1:16:04.11 |
| 2º        | Augusto Farfus     | BMW M6 GT3       | +1.566     |
| 3º        | Raffaele Marciello | Mercedes-AMG GT3 | +2.794     |
|           |                    |                  |            |
| V. rápida | Robin Frijns       | Audi R8 LMS      | 2:19.153   |

| Datos     | Piloto          | Coche            | Tiempo    |
| --------- | --------------- | ---------------- | --------- |
| 1º        | Edoardo Mortara | Mercedes-AMG GT3 | 51:52.882 |
| 2º        | Robin Frijns    | Audi R8 LMS      | +0.618    |
| 3º        | Maro Engel      | Mercedes-AMG GT3 | +1.3557   |
|           |                 |                  |           |
| V. rápida | Maro Engel      | Mercedes-AMG GT3 | 2:20.196  |

### CTM Macau Touring Car Cup
| Datos     | Piloto              | Coche            | Tiempo    |
| --------- | ------------------- | ---------------- | --------- |
| Pole      | Mitsuhiro Kinoshita | Nissan GTR 34    | 2:33.426  |
|           |                     |                  |           |
| 1º        | Leong Ian Veng      | Mitsubishi Evo 9 | 27:36.201 |
| 2º        | Mitsuhiro Kinoshita | Nissan GTR 34    | +1.862    |
| 3º        | Julio Acosta        | Lotus Evora      | +43.271   |
|           |                     |                  |           |
| V. rápida | Mitsuhiro Kinoshita | Nissan GTR 34    | 2:58.794  |

| Datos     | Piloto             | Coche           | Tiempo    |
| --------- | ------------------ | --------------- | --------- |
| Pole      | Paul Poon Tak Chun | Peugeot RCZ     | 2:35.510  |
|           |                    |                 |           |
| 1º        | Jeronimo Badaraco  | Chevrolet Cruze | 29:44.250 |
| 2º        | Paul Poon Tak Chun | Peugeot RCZ     | +0.392    |
| 3º        | Leon Chi King      | Mini Cooper S   | +6.777    |
|           |                    |                 |           |
| V. rápida | Paul Poon Tak Chun | Peugeot RCZ     | 3:13.857  |

### Chinese Racing Cup
| Datos     | Piloto          | Coche        | Tiempo    |
| --------- | --------------- | ------------ | --------- |
| Pole      | Zhi Qiang Zhang | BAIC D50 TCR | 2:39.945  |
|           |                 |              |           |
| 1º        | Helder Assunçao | BAIC D50 TCR | 43:45.893 |
| 2º        | David Zhu       | BAIC D50 TCR | +11.933   |
| 3º        | Brian Lee       | BAIC D50 TCR | +24.526   |
|           |                 |              |           |
| V. rápida | Zhi Qiang Zhang | BAIC D50 TCR | 2:40.628  |